# Prima Divisione Lombardia 1950-1951
La Prima Divisione fu il massimo campionato regionale di calcio disputato in Lombardia nella stagione 1950-1951.
Da questa stagione le promozioni riservate alla Lombardia furono ridotte di un'unità, da 12 a 11, per cedere un posto al neocostituito campionato della Basilicata.

## Girone A

### Squadre partecipanti
| Club                    | Città                     | Stagione precedente |
| ----------------------- | ------------------------- | ------------------- |
| A.C. Angelo Antonini    | Sarezzo (BS)              |                     |
| U.S. Aurora Travagliato | Travagliato (BS)          |                     |
| U.S. Bagnolese          | Bagnolo Mella (BS)        |                     |
| A.C. Benaco             | Salò (BS)                 |                     |
| U.S. Castro             | Castro (BG)               |                     |
| Pol. Darfense           | Darfo Boario Terme (BS)   |                     |
| U.S. Desenzano          | Desenzano del Garda (BS)  |                     |
| G.S. Falck Vobarno      | Vobarno (BS)              |                     |
| A.C. Logratese          | Lograto (BS)              |                     |
| U.S. Orsa Iseo          | Iseo (BS)                 |                     |
| A.C. Ospitaletto        | Ospitaletto (BS)          |                     |
| A.C. Toscolano Maderno  | Toscolano Maderno (BS)    |                     |
| A.C. Villa Carcina      | Villa Carcina (BS)        |                     |
| U.S. Villanovese        | Villanuova sul Clisi (BS) |                     |

### Classifica finale
|  | Pos. | Squadra            | Pt | G  | V  | N  | P  | GF | GS | DR  |
|  | ---- | ------------------ | -- | -- | -- | -- | -- | -- | -- | --- |
|  | 1.   | Orsa Iseo          | 39 | 26 | 16 | 7  | 3  | 63 | 29 | +34 |
|  | 2.   | Toscolano Maderno  | 38 | 26 | 14 | 10 | 2  | 56 | 35 | +21 |
|  | 3.   | Angelo Antonini    | 34 | 26 | 12 | 10 | 4  | 44 | 23 | +21 |
|  | 4.   | Falck Vobarno      | 32 | 26 | 13 | 6  | 7  | 61 | 33 | +28 |
|  | 5.   | Darfense           | 28 | 24 | 11 | 6  | 9  | 49 | 43 | +6  |
|  | 5.   | Villanovese        | 28 | 26 | 12 | 4  | 10 | 48 | 32 | +16 |
|  | 7.   | Benaco             | 26 | 26 | 10 | 6  | 10 | 42 | 49 | -7  |
|  | 7.   | Ospitaletto        | 26 | 26 | 10 | 6  | 10 | 46 | 47 | -1  |
|  | 7.   | Villa Carcina      | 26 | 26 | 10 | 6  | 10 | 48 | 54 | -6  |
|  | 10.  | Desenzano          | 25 | 26 | 9  | 7  | 10 | 44 | 42 | +2  |
|  | 11.  | Aurora Travagliato | 19 | 26 | 9  | 1  | 16 | 42 | 54 | -12 |
|  | 11.  | Castro             | 19 | 26 | 5  | 9  | 12 | 41 | 67 | -26 |
|  | 13.  | Logratese          | 16 | 26 | 6  | 4  | 16 | 34 | 63 | -29 |
|  | 14.  | Bagnolese          | 8  | 26 | 3  | 2  | 21 | 36 | 83 | -47 |

Legenda:

      Ammesso alle finali regionali.
      Retrocesso in Seconda Divisione.
Regolamento:
Due punti a vittoria, uno a pareggio, zero a sconfitta.
Pari merito in caso di pari punti e spareggi in caso di pari punti in zona promozione e retrocessione.

## Girone B

### Squadre partecipanti
| Club                | Città                       | Stagione precedente |
| ------------------- | --------------------------- | ------------------- |
| F.C. Alzano         | Alzano Lombardo (BG)        |                     |
| U.S. Ardens         | Bergamo                     |                     |
| Pol. Azzanese       | Azzano San Paolo (BG)       |                     |
| U.S. CSI Boccaleone | Bergamo-Oratorio Boccaleone |                     |
| U.S. Clusone        | Clusone (BG)                |                     |
| C.S. Falco          | Albino (BG)                 |                     |
| U.S. Fiorano        | Fiorano al Serio (BG)       |                     |
| U.S. Gazzaniga      | Gazzaniga (BG)              |                     |
| A.S. Leffe          | Leffe (BG)                  |                     |
| U.S. Nossese        | Ponte Nossa (BG)            |                     |
| S.S. San Pellegrino | San Pellegrino Terme (BG)   |                     |
| G.S. Vertovese      | Vertova (BG)                |                     |
| U.S. Zognese        | Zogno (BG)                  |                     |

### Classifica finale
|  | Pos. | Squadra        | Pt | G  | V  | N | P  | GF | GS | DR  |
|  | ---- | -------------- | -- | -- | -- | - | -- | -- | -- | --- |
|  | 1.   | Nossese        | 37 | 24 | 15 | 7 | 2  | 68 | 26 | +42 |
|  | 2.   | Falco          | 33 | 24 | 14 | 5 | 5  | 63 | 27 | +36 |
|  | 3.   | Alzano         | 31 | 24 | 13 | 5 | 6  | 44 | 28 | +16 |
|  | 4.   | Leffe          | 29 | 24 | 12 | 5 | 7  | 41 | 29 | +12 |
|  | 4.   | Gazzaniga      | 29 | 24 | 10 | 9 | 5  | 46 | 33 | +13 |
|  | 4.   | Boccaleone     | 29 | 24 | 10 | 9 | 5  | 59 | 42 | +17 |
|  | 7.   | Fiorano        | 28 | 24 | 12 | 4 | 8  | 55 | 47 | +8  |
|  | 8.   | Clusone        | 23 | 24 | 7  | 9 | 8  | 49 | 55 | -6  |
|  | 8.   | Vertovese      | 23 | 24 | 9  | 5 | 10 | 48 | 49 | -1  |
|  | 10.  | Ardens         | 17 | 24 | 4  | 9 | 11 | 29 | 47 | -18 |
|  | 11.  | Azzanese       | 14 | 24 | 6  | 2 | 16 | 31 | 62 | -31 |
|  | 12.  | San Pellegrino | 11 | 24 | 4  | 3 | 17 | 25 | 66 | -41 |
|  | 13.  | Zognese        | 8  | 24 | 2  | 4 | 18 | 28 | 75 | -47 |

Legenda:

      Ammesso alle finali regionali.
      Retrocesso in Seconda Divisione.
Regolamento:
Due punti a vittoria, uno a pareggio, zero a sconfitta.
Pari merito in caso di pari punti e spareggi in caso di pari punti in zona promozione e retrocessione.

## Girone C

### Squadre partecipanti
| Club                   | Città                    | Stagione precedente |
| ---------------------- | ------------------------ | ------------------- |
| U.S. Adrense           | Adro (BS)                |                     |
| U.S. Asperiam          | Spirano (BG)             |                     |
| G.S. Aurora Trescore   | Trescore Balneario (BG)  |                     |
| F.C. Bergamasca Zanica | Zanica (BG)              |                     |
| A.S. Castellese        | Castelli Calepio (BG)    |                     |
| C.S. Castrezzato       | Castrezzato (BS)         |                     |
| U.S. Cologne           | Cologne Bresciano (BS)   |                     |
| U.S. Forza e Costanza  | Martinengo (BG)          |                     |
| A.C. Mario Rigamonti   | Capriolo (BS)            |                     |
| G.S. Pro Romano        | Romano di Lombardia (BG) |                     |
| U.S. Rovatese          | Rovato (BS)              |                     |
| U.S. Veltro            | Caravaggio (BG)          |                     |
| A.C.O. Verdellese      | Verdello (BG)            |                     |

### Classifica finale
|  | Pos. | Squadra           | Pt | G  | V  | N  | P  | GF | GS | DR  |
|  | ---- | ----------------- | -- | -- | -- | -- | -- | -- | -- | --- |
|  | 1.   | Veltro            | 42 | 24 | 19 | 4  | 1  | 63 | 18 | +45 |
|  | 2.   | Rovatese          | 33 | 24 | 14 | 5  | 5  | 49 | 36 | +13 |
|  | 3.   | Pro Romano        | 32 | 24 | 13 | 6  | 5  | 52 | 33 | +19 |
|  | 4.   | Adrense           | 28 | 24 | 11 | 6  | 7  | 37 | 33 | +4  |
|  | 5.   | Mario Rigamonti   | 27 | 24 | 11 | 5  | 8  | 41 | 32 | +9  |
|  | 6.   | Aurora Trescore   | 26 | 24 | 10 | 6  | 8  | 51 | 34 | +17 |
|  | 7.   | Cologne           | 22 | 24 | 6  | 10 | 8  | 34 | 40 | -6  |
|  | 7.   | Forza e Costanza  | 22 | 24 | 8  | 6  | 10 | 40 | 41 | -1  |
|  | 9.   | Verdellese        | 21 | 24 | 8  | 5  | 11 | 45 | 54 | -9  |
|  | 10.  | Castrezzato       | 17 | 24 | 6  | 5  | 13 | 35 | 46 | -11 |
|  | 11.  | Asperiam          | 16 | 24 | 4  | 8  | 12 | 34 | 58 | -24 |
|  | 12.  | Castellese        | 15 | 24 | 4  | 7  | 13 | 32 | 50 | -18 |
|  | 13.  | Bergamasca Zanica | 11 | 24 | 3  | 5  | 16 | 32 | 70 | -38 |

Legenda:

      Ammesso alle finali regionali.
      Retrocesso in Seconda Divisione.
Regolamento:
Due punti a vittoria, uno a pareggio, zero a sconfitta.
Pari merito in caso di pari punti e spareggi in caso di pari punti in zona promozione e retrocessione.

## Girone D

### Squadre partecipanti
| Club                                | Città                   | Stagione precedente |
| ----------------------------------- | ----------------------- | ------------------- |
| S.S. Audace Osnago                  | Osnago (CO)             |                     |
| U.S. Bellanese                      | Bellano (CO)            |                     |
| A.C. Calolziocorte                  | Calolziocorte (CO)      |                     |
| U.S. Chiavennese                    | Chiavenna (SO)          |                     |
| C.R.A.L. Falck-Dongo Sezione Calcio | Dongo (CO)              |                     |
| U.S. Gravedonese                    | Gravedona (CO)          |                     |
| S.C. Legnone                        | Colico (CO)             |                     |
| S.C. Menaggio                       | Menaggio (CO)           |                     |
| U.S. Morbegnese                     | Morbegno (SO)           |                     |
| G.S. Moto Guzzi                     | Mandello del Lario (CO) |                     |
| U.S. Olginatese                     | Olginate (CO)           |                     |
| U.S. Tiranese                       | Tirano (SO)             |                     |

### Classifica finale
|  | Pos. | Squadra       | Pt | G  | V  | N | P  | GF | GS | DR  |
|  | ---- | ------------- | -- | -- | -- | - | -- | -- | -- | --- |
|  | 1.   | Chiavennese   | 38 | 22 | 18 | 2 | 2  | 85 | 16 | +69 |
|  | 2.   | Moto Guzzi    | 36 | 22 | 16 | 4 | 2  | 63 | 16 | +47 |
|  | 3.   | Falck-Dongo   | 30 | 22 | 12 | 6 | 4  | 52 | 37 | +15 |
|  | 4.   | Calolziocorte | 27 | 22 | 11 | 5 | 6  | 42 | 30 | +12 |
|  | 5.   | Olginatese    | 26 | 22 | 9  | 8 | 5  | 42 | 36 | +6  |
|  | 5.   | Tiranese      | 26 | 22 | 12 | 2 | 8  | 57 | 43 | +14 |
|  | 7.   | Audace Osnago | 18 | 22 | 8  | 2 | 12 | 39 | 47 | -8  |
|  | 8.   | Morbegnese    | 17 | 22 | 6  | 5 | 11 | 41 | 51 | -10 |
|  | 9.   | Bellanese     | 13 | 22 | 5  | 3 | 14 | 31 | 67 | -36 |
|  | 10.  | Legnone       | 12 | 22 | 5  | 2 | 15 | 27 | 63 | -36 |
|  | 10.  | Menaggio      | 12 | 22 | 4  | 4 | 14 | 35 | 70 | -35 |
|  | 12.  | Gravedonese   | 9  | 22 | 3  | 3 | 16 | 38 | 76 | -38 |

Legenda:

      Ammesso alle finali regionali.
      Retrocesso in Seconda Divisione.
Regolamento:
Due punti a vittoria, uno a pareggio, zero a sconfitta.
Pari merito in caso di pari punti e spareggi in caso di pari punti in zona promozione e retrocessione.

## Girone E

### Squadre partecipanti
| Club                  | Città                   | Stagione precedente |
| --------------------- | ----------------------- | ------------------- |
| A.C. Arcore & Falck   | Arcore (MI)             |                     |
| U.S. Besanese         | Besana in Brianza (MI)  |                     |
| U.S. Biassono         | Biassono (MI)           |                     |
| A.S. Cologno Monzese  | Cologno Monzese (MI)    |                     |
| A.C. Imbel            | Ello (CO)               |                     |
| S.S. La Dominante     | Monza (MI)              |                     |
| A.S. Libertas Lissone | Lissone (MI)            |                     |
| S.S. Luciano Manara   | Barzanò (CO)            |                     |
| Missaglia Sportiva    | Missaglia (CO)          |                     |
| A.C. Molteno          | Molteno (CO)            |                     |
| A.S. Oggiono          | Oggiono (CO)            |                     |
| U.S. Renatese         | Renate (MI)             |                     |
| S.S. Sanrocchese      | San Rocco di Monza (MI) |                     |
| A.S. Vedano           | Vedano al Lambro (MI)   |                     |

### Classifica finale
|  | Pos. | Squadra          | Pt | G  | V | N | P | GF | GS | DR |
|  | ---- | ---------------- | -- | -- | - | - | - | -- | -- | -- |
|  | 1.   | Luciano Manara   | 41 | 26 |   |   |   |    |    |    |
|  | 2.   | Missaglia        | 40 | 26 |   |   |   |    |    |    |
|  | 3.   | Oggiono          | 38 | 26 |   |   |   |    |    |    |
|  | 4.   | Cologno Monzese  | 34 | 26 |   |   |   |    |    |    |
|  | 5.   | Biassono         | 28 | 26 |   |   |   |    |    |    |
|  | 6.   | Sanrocchese      | 25 | 26 |   |   |   |    |    |    |
|  | 6.   | Vedano           | 25 | 26 |   |   |   |    |    |    |
|  | 8.   | Imbel            | 24 | 26 |   |   |   |    |    |    |
|  | 9.   | Besanese         | 23 | 26 |   |   |   |    |    |    |
|  | 10.  | Arcore & Falck   | 22 | 26 |   |   |   |    |    |    |
|  | 11.  | Molteno          | 20 | 26 |   |   |   |    |    |    |
|  | 12.  | Libertas Lissone | 18 | 26 |   |   |   |    |    |    |
|  | 13.  | La Dominante     | 17 | 26 |   |   |   |    |    |    |
|  | 14.  | Renatese (-1)    | 8  | 26 |   |   |   |    |    |    |

Legenda:

      Ammesso alle finali regionali.
      Retrocesso in Seconda Divisione.
Regolamento:
Due punti a vittoria, uno a pareggio, zero a sconfitta.
Pari merito in caso di pari punti e spareggi in caso di pari punti in zona promozione e retrocessione.
Note:

Renatese ha scontato 1 punto di penalizzazione in classifica per una rinuncia.

## Girone F

### Squadre partecipanti
| Club                    | Città                      | Stagione precedente |
| ----------------------- | -------------------------- | ------------------- |
| U.S. Agratese           | Agrate Brianza (MI)        |                     |
| G.S. Brugherese         | Brugherio (MI)             |                     |
| Polisportiva Carugatese | Carugate (MI)              |                     |
| A.C. Cassano d'Adda     | Cassano d'Adda (MI)        |                     |
| A.S. Constantes         | Cernusco sul Naviglio (MI) |                     |
| G.S. Dante              | Concorezzo (MI)            |                     |
| A.S. Erminio Giana      | Gorgonzola (MI)            |                     |
| S.S. Farese             | Fara Gera d'Adda (BG)      |                     |
| S.S. Fulgor Canonica    | Canonica d'Adda (BG)       |                     |
| A.C. Gessate            | Gessate (MI)               |                     |
| A.C.L.I. Inzago         | Inzago (MI)                |                     |
| Melzese                 | Melzo (MI)                 |                     |
| S.C. Pozzuolo           | Pozzuolo Martesana (MI)    |                     |
| Pol. Virtus Concorezzo  | Concorezzo (MI)            |                     |

### Classifica finale
|  | Pos. | Squadra           | Pt | G  | V  | N  | P  | GF | GS | DR  |
|  | ---- | ----------------- | -- | -- | -- | -- | -- | -- | -- | --- |
|  | 1.   | Dante             | 39 | 26 | 15 | 9  | 2  | 67 | 26 | +41 |
|  | 2.   | Virtus Concorezzo | 36 | 26 | 15 | 6  | 5  | 62 | 37 | +25 |
|  | 2.   | Constantes        | 36 | 26 | 15 | 6  | 5  | 66 | 41 | +25 |
|  | 4.   | Fulgor Canonica   | 34 | 26 | 13 | 8  | 5  | 45 | 32 | +13 |
|  | 5.   | Carugatese        | 28 | 26 | 10 | 8  | 8  | 46 | 31 | +15 |
|  | 5.   | Erminio Giana     | 28 | 26 | 11 | 6  | 9  | 43 | 39 | +4  |
|  | 7.   | Gessate           | 27 | 26 | 11 | 5  | 10 | 42 | 42 | 0   |
|  | 8.   | Brugherese        | 26 | 26 | 10 | 6  | 10 | 38 | 38 | 0   |
|  | 9.   | Inzago            | 24 | 26 | 9  | 6  | 11 | 43 | 43 | 0   |
|  | 10.  | Agratese          | 23 | 26 | 6  | 11 | 9  | 45 | 47 | -2  |
|  | 11.  | Farese            | 18 | 26 | 6  | 6  | 14 | 29 | 54 | -25 |
|  | 12.  | Cassano d'Adda    | 16 | 26 | 5  | 6  | 15 | 37 | 71 | -34 |
|  | 13.  | Melzese           | 15 | 26 | 5  | 5  | 16 | 44 | 75 | -31 |
|  | 14.  | Pozzuolo          | 14 | 26 | 6  | 2  | 18 | 35 | 66 | -31 |

Legenda:

      Ammesso alle finali regionali.
      Retrocesso in Seconda Divisione.
Regolamento:
Due punti a vittoria, uno a pareggio, zero a sconfitta.
Pari merito in caso di pari punti e spareggi in caso di pari punti in zona promozione e retrocessione.

## Girone G

### Squadre partecipanti
| Club                           | Città                   | Stagione precedente |
| ------------------------------ | ----------------------- | ------------------- |
| U.S. Aurora Desio              | Desio (MI)              |                     |
| U.S. Barlassina                | Barlassina (MI)         |                     |
| G.S. Bovisio Masciago          | Bovisio Masciago (MI)   |                     |
| A.C. Cabiate                   | Cabiate (CO)            |                     |
| U.S. Caratese                  | Carate Brianza (MI)     |                     |
| A.C. Cesano Maderno            | Cesano Maderno (MI)     |                     |
| U.S. Cusano Milanino           | Cusano Milanino (MI)    |                     |
| S.S. La Benvenuta              | Bollate (MI)            |                     |
| U.S. Lentatese                 | Lentate sul Seveso (MI) |                     |
| A.C. Limbiate                  | Limbiate (MI)           |                     |
| A.S. Muggiò                    | Muggiò (MI)             |                     |
| U.S. Novese                    | Nova Milanese (MI)      |                     |
| A.S. Seveso San Pietro Martire | Seveso (MI)             |                     |
| F.C. Snia Viscosa              | Varedo (MI)             |                     |

### Classifica finale
|  | Pos. | Squadra          | Pt | G  | V | N | P | GF | GS | DR |
|  | ---- | ---------------- | -- | -- | - | - | - | -- | -- | -- |
|  | 1.   | Cusano Milanino  | 45 | 26 |   |   |   |    |    |    |
|  | 2.   | Aurora Desio     | 41 | 26 |   |   |   |    |    |    |
|  | 3.   | Snia Viscosa     | 40 | 26 |   |   |   |    |    |    |
|  | 4.   | Cesano Maderno   | 38 | 26 |   |   |   |    |    |    |
|  | 5.   | Lentatese        | 29 | 26 |   |   |   |    |    |    |
|  | 6.   | Novese           | 27 | 26 |   |   |   |    |    |    |
|  | 7.   | Caratese         | 26 | 26 |   |   |   |    |    |    |
|  | 8.   | Muggiò           | 25 | 26 |   |   |   |    |    |    |
|  | 9.   | Bovisio Masciago | 24 | 26 |   |   |   |    |    |    |
|  | 10.  | Seveso           | 23 | 26 |   |   |   |    |    |    |
|  | 11.  | Cabiate          | 17 | 26 |   |   |   |    |    |    |
|  | 12.  | Limbiate         | 16 | 26 |   |   |   |    |    |    |
|  | 13.  | La Benvenuta     | 10 | 26 |   |   |   |    |    |    |
|  | 14.  | Barlassina       | 3  | 26 |   |   |   |    |    |    |

Legenda:

      Ammesso alle finali regionali.
      Retrocesso in Seconda Divisione.
Regolamento:
Due punti a vittoria, uno a pareggio, zero a sconfitta.
Pari merito in caso di pari punti e spareggi in caso di pari punti in zona promozione e retrocessione.

## Girone H

### Squadre partecipanti
| Club                 | Città                   | Stagione precedente |
| -------------------- | ----------------------- | ------------------- |
| U.S. Ardisci e Spera | Cadorago (CO)           |                     |
| U.S. Bregnanese      | Bregnano (CO)           |                     |
| U.S. Caronnese       | Caronno Pertusella (VA) |                     |
| U.S. Cistellum       | Cislago (VA)            |                     |
| U.S. Elio Zampiero   | Cadorago (CO)           |                     |
| S.C. Guanzate        | Guanzate (CO)           |                     |
| U.S. Itala           | Lurate Caccivio (CO)    |                     |
| Pol. Lario           | Como-Monte Olimpino     |                     |
| U.S. Lomazzo         | Lomazzo (CO)            |                     |
| A.C. Maslianico      | Maslianico (CO)         |                     |
| U.S. Mozzatese       | Mozzate (CO)            |                     |
| S.C. Rovellasca      | Rovellasca (CO)         |                     |
| U.S. Salus et Virtus | Turate (CO)             |                     |
| U.S. Uboldese        | Uboldo (VA)             |                     |

### Classifica finale
|  | Pos. | Squadra              | Pt | G  | V  | N | P  | GF | GS | DR  |
|  | ---- | -------------------- | -- | -- | -- | - | -- | -- | -- | --- |
|  | 1.   | Uboldese             | 38 | 26 | 15 | 8 | 3  | 93 | 37 | +56 |
|  | 1.   | Guanzate             | 38 | 26 | 16 | 6 | 4  | 61 | 36 | +25 |
|  | 3.   | Itala                | 34 | 26 | 15 | 4 | 7  | 54 | 39 | +15 |
|  | 4.   | Caronnese            | 30 | 26 | 12 | 6 | 8  | 73 | 48 | +25 |
|  | 4.   | Maslianico           | 30 | 26 | 12 | 6 | 8  | 70 | 56 | +14 |
|  | 6.   | Rovellasca           | 29 | 26 | 11 | 7 | 8  | 65 | 65 | 0   |
|  | 7.   | Cistellum            | 28 | 26 | 10 | 8 | 8  | 55 | 46 | +9  |
|  | 7.   | Lomazzo              | 26 | 26 | 11 | 4 | 11 | 58 | 47 | +11 |
|  | 7.   | Ardisci e Spera (-1) | 26 | 26 | 11 | 5 | 10 | 60 | 68 | -8  |
|  | 10.  | Salus et Virtus      | 25 | 26 | 11 | 3 | 12 | 54 | 50 | +4  |
|  | 11.  | Elio Zampiero        | 20 | 26 | 7  | 6 | 13 | 44 | 76 | -32 |
|  | 12.  | Bregnanese (-1)      | 19 | 26 | 8  | 4 | 14 | 45 | 65 | -20 |
|  | 13.  | Mozzatese            | 14 | 26 | 5  | 4 | 17 | 41 | 77 | -36 |
|  | 14.  | Lario (-1)           | 4  | 26 | 2  | 1 | 23 | 30 | 93 | -63 |

Legenda:

      Ammesso alle finali regionali.
      Retrocesso in Seconda Divisione.
Regolamento:
Due punti a vittoria, uno a pareggio, zero a sconfitta.
Pari merito in caso di pari punti e spareggi in caso di pari punti in zona promozione e retrocessione.
Note:

Ardisci Spera, Bregnanese e Lario hanno scontato 1 punto di penalizzazione in classifica per una rinuncia.

### Spareggio d'ammissione alle finali
|          | Risultati |          | Luogo e data                       |
| -------- | --------- | -------- | ---------------------------------- |
| Uboldese | 4 - 0     | Guanzate | Caronno Pertusella, 13 maggio 1951 |
|          |           |          |                                    |

## Girone I

### Squadre partecipanti
| Club                   | Città                     | Stagione precedente |
| ---------------------- | ------------------------- | ------------------- |
| U.S. Arcisatese        | Arcisate (VA)             |                     |
| U.S. Belfortese        | Varese-Belforte           |                     |
| A.C. Biumense          | Biumo Inferiore di Varese |                     |
| Amatori Calcio Besozzo | Besozzo (VA)              |                     |
| U.S. Cairatese         | Cairate (VA)              |                     |
| C.S.I. F.C. Cantello   | Cantello (VA)             |                     |
| S.C. Castiglione Olona | Castiglione Olona (VA)    |                     |
| U.S.Cinella            | Busto Arsizio (VA)        |                     |
| A.P. Gaviratese        | Gavirate (VA)             |                     |
| A.C. Induno Sportiva   | Induno Olona (VA)         |                     |
| F.B.C. Laveno          | Laveno Mombello (VA)      |                     |
| A.S. Tainese           | Taino (VA)                |                     |
| A.S. Vedanese          | Vedano Olona (VA)         |                     |
| Virtus Tradate         | Tradate (VA)              |                     |

### Classifica finale
|  | Pos. | Squadra           | Pt | G  | V  | N  | P  | GF | GS | DR  |
|  | ---- | ----------------- | -- | -- | -- | -- | -- | -- | -- | --- |
|  | 1.   | Laveno            | 42 | 26 | 18 | 6  | 2  | 64 | 22 | +42 |
|  | 2.   | Amatori Besozzo   | 40 | 26 | 18 | 4  | 4  | 64 | 26 | +38 |
|  | 3.   | Induno Sportiva   | 37 | 26 | 14 | 9  | 3  | 44 | 26 | +18 |
|  | 3.   | Tainese           | 37 | 26 | 18 | 1  | 7  | 42 | 25 | +17 |
|  | 5.   | Cairatese         | 30 | 26 | 13 | 4  | 9  | 40 | 30 | +10 |
|  | 6.   | Belfortese        | 29 | 26 | 12 | 5  | 9  | 35 | 29 | +6  |
|  | 7.   | Arcisatese        | 26 | 26 | 7  | 12 | 7  | 40 | 36 | +4  |
|  | 8.   | Castiglione Olona | 23 | 26 | 7  | 9  | 10 | 28 | 29 | -1  |
|  | 9.   | Virtus Tradate    | 22 | 26 | 8  | 6  | 12 | 30 | 44 | -14 |
|  | 10.  | Biumense (-1)     | 20 | 26 | 6  | 9  | 11 | 38 | 47 | -9  |
|  | 11.  | Vedanese          | 17 | 26 | 5  | 7  | 14 | 31 | 48 | -17 |
|  | 12.  | Gaviratese        | 16 | 26 | 5  | 6  | 15 | 36 | 55 | -19 |
|  | 12.  | Cantello          | 16 | 26 | 5  | 6  | 15 | 30 | 58 | -28 |
|  | 14.  | Cinella           | 8  | 26 | 2  | 4  | 20 | 22 | 69 | -47 |

Legenda:

      Ammesso alle finali regionali.
      Retrocesso in Seconda Divisione.
Regolamento:
Due punti a vittoria, uno a pareggio, zero a sconfitta.
Pari merito in caso di pari punti e spareggi in caso di pari punti in zona promozione e retrocessione.
Note:

Biumense ha scontato 1 punto di penalizzazione in classifica per una rinuncia.

## Girone L

### Squadre partecipanti
| Club                        | Città                         | Stagione precedente |
| --------------------------- | ----------------------------- | ------------------- |
| U.S. Albizzatese            | Albizzate (VA)                |                     |
| U.S. Arconatese             | Arconate (MI)                 |                     |
| U.S. Arnatese               | Arnate di Gallarate (VA)      |                     |
| Audace Sportiva Besnate     | Besnate (VA)                  |                     |
| Aurora A.C.L.I.             | Villa Cortese (MI)            |                     |
| U.S. Borsanese              | Borsano di Busto Arsizio (VA) |                     |
| U.S. Buscatese              | Buscate (MI)                  |                     |
| U.S. Bustese                | Busto Garolfo (MI)            |                     |
| A.S. Carnaghese             | Carnago (VA)                  |                     |
| Unione Calciatori Cassanesi | Cassano Magnago (VA)          |                     |
| U.S. Castano                | Castano Primo (MI)            |                     |
| U.S. Lonatese               | Lonate Pozzolo (VA)           |                     |
| U.S. Sanmacarese            | San Macario di Samarate (VA)  |                     |
| A.S. Solbiatese             | Solbiate Arno (VA)            |                     |

### Classifica finale
|  | Pos. | Squadra                     | Pt | G  | V | N | P | GF | GS | DR |
|  | ---- | --------------------------- | -- | -- | - | - | - | -- | -- | -- |
|  | 1.   | Lonatese                    | 40 | 26 |   |   |   |    |    |    |
|  | 2.   | Castano Primo               | 34 | 26 |   |   |   |    |    |    |
|  | 2.   | Bustese                     | 34 | 26 |   |   |   |    |    |    |
|  | 4.   | Arnatese                    | 33 | 26 |   |   |   |    |    |    |
|  | 5.   | Carnaghese                  | 32 | 26 |   |   |   |    |    |    |
|  | 6.   | Aurora A.C.L.I.             | 28 | 26 |   |   |   |    |    |    |
|  | 6.   | Sanmacarese                 | 28 | 26 |   |   |   |    |    |    |
|  | 8.   | Arconatese                  | 27 | 26 |   |   |   |    |    |    |
|  | 9.   | Audace Sportiva Besnate     | 21 | 26 |   |   |   |    |    |    |
|  | 9.   | Albizzatese                 | 21 | 26 |   |   |   |    |    |    |
|  | 11.  | Borsanese                   | 18 | 26 |   |   |   |    |    |    |
|  | 12.  | Buscatese (-1)              | 17 | 26 |   |   |   |    |    |    |
|  | 13.  | Unione Calciatori Cassanesi | 16 | 26 |   |   |   |    |    |    |
|  | 14.  | Solbiatese                  | 14 | 26 | . | . | . | .  | .  | -  |

Legenda:

      Ammesso alle finali regionali.
      Retrocesso in Seconda Divisione.
  Retrocesso e successivamente riammesso.
Regolamento:
Due punti a vittoria, uno a pareggio, zero a sconfitta.
Pari merito in caso di pari punti e spareggi in caso di pari punti in zona promozione e retrocessione.
Note:

La Solbiatese retrocede in Seconda Divisione, ma è riammessa per completamento degli organici.
Buscatese ha scontato 1 punto di penalizzazione in classifica per una rinuncia.

## Girone M

### Squadre partecipanti
| Club                      | Città                    | Stagione precedente |
| ------------------------- | ------------------------ | ------------------- |
| S.S. Audace Arese         | Arese (MI)               |                     |
| U.S. Bollatese            | Bollate (MI)             |                     |
| U.S. Carabelli Lanfranchi | Milano                   |                     |
| G.S. Corsera              | Milano                   |                     |
| G.C. Costanza             | Cinisello Balsamo (MI)   |                     |
| A.S. Garbagnatese         | Garbagnate Milanese (MI) |                     |
| Pol. Iris 1914 Baggio     | Milano                   |                     |
| S.S. Lainatese            | Lainate (MI)             |                     |
| U.S. Niguardese           | Milano-Niguarda          |                     |
| F.C. Rhodense             | Rho (MI)                 |                     |
| A.C. Stelvio              | Milano                   |                     |
| A.C. Villapizzone         | Milano                   |                     |

### Classifica finale
|  | Pos. | Squadra              | Pt | G  | V | N | P | GF | GS | DR |
|  | ---- | -------------------- | -- | -- | - | - | - | -- | -- | -- |
|  | 1.   | Villapizzone         | 31 | 22 |   |   |   |    |    |    |
|  | 1.   | Costanza             | 31 | 22 |   |   |   |    |    |    |
|  | 3.   | Rhodense             | 30 | 22 |   |   |   |    |    |    |
|  | 4.   | Lainatese            | 28 | 22 |   |   |   |    |    |    |
|  | 5.   | Niguardese           | 26 | 22 |   |   |   |    |    |    |
|  | 5.   | Garbagnatese         | 26 | 22 |   |   |   |    |    |    |
|  | 7.   | Audace Arese         | 18 | 22 |   |   |   |    |    |    |
|  | 8.   | Carabelli Lanfranchi | 17 | 22 |   |   |   |    |    |    |
|  | 9.   | Bollatese            | 15 | 22 |   |   |   |    |    |    |
|  | 9.   | Stelvio              | 15 | 22 |   |   |   |    |    |    |
|  | 9.   | Iris Baggio          | 15 | 22 |   |   |   |    |    |    |
|  | 12.  | Corsera              | 12 | 22 |   |   |   |    |    |    |

Legenda:

      Ammesso alle finali regionali.
      Retrocesso in Seconda Divisione.
Regolamento:
Due punti a vittoria, uno a pareggio, zero a sconfitta.
Pari merito in caso di pari punti e spareggi in caso di pari punti in zona promozione e retrocessione.

### Spareggio d'ammissione alle finali
|              | Risultati |          | Luogo e data   |
| ------------ | --------- | -------- | -------------- |
| Villapizzone | ? - ?     | Costanza | ??, ?? ?? 1951 |
|              |           |          |                |

## Girone N

### Squadre partecipanti
| Club               | Città                       | Stagione precedente |
| ------------------ | --------------------------- | ------------------- |
| U.S. Arlunese      | Arluno (MI)                 |                     |
| S.S. Aurora        | Vigevano (PV)               |                     |
| G.S. Bareggese     | Bareggio (MI)               |                     |
| U.S. Boffalorese   | Boffalora sopra Ticino (MI) |                     |
| S.S. Casoratese    | Casorate Primo (PV)         |                     |
| U.S. Cassolese     | Cassolnovo (PV)             |                     |
| U.S. Corsico       | Corsico (MI)                |                     |
| S.S. Cuggiono      | Cuggiono (MI)               |                     |
| U.S. Inveruno      | Inveruno (MI)               |                     |
| U.S. Robecchettese | Robecchetto con Induno (MI) |                     |
| F.C. Rosatese      | Rosate (MI)                 |                     |
| G.S. S.A.F.F.A.    | Pontenuovo di Magenta (MI)  |                     |
| A.S. Sedrianese    | Sedriano (MI)               |                     |
| C.S. Vittuone      | Vittuone (MI)               |                     |

### Classifica finale
|  | Pos. | Squadra            | Pt | G  | V | N | P | GF | GS | DR |
|  | ---- | ------------------ | -- | -- | - | - | - | -- | -- | -- |
|  | 1.   | Cassolese          | 38 | 26 |   |   |   |    |    |    |
|  | 2.   | Vittuone           | 34 | 26 |   |   |   |    |    |    |
|  | 3.   | Inveruno           | 33 | 26 |   |   |   |    |    |    |
|  | 4.   | Cuggiono           | 32 | 26 |   |   |   |    |    |    |
|  | 5.   | Boffalorese        | 30 | 26 |   |   |   |    |    |    |
|  | 6.   | Aurora             | 27 | 26 |   |   |   |    |    |    |
|  | 7.   | Casoratese         | 26 | 26 |   |   |   |    |    |    |
|  | 7.   | Corsico (-1)       | 26 | 26 |   |   |   |    |    |    |
|  | 9.   | Arlunese           | 24 | 26 |   |   |   |    |    |    |
|  | 10.  | Bareggese          | 22 | 26 |   |   |   |    |    |    |
|  | 11.  | Rosatese           | 20 | 26 |   |   |   |    |    |    |
|  | 12.  | S.A.F.F.A.         | 19 | 26 |   |   |   |    |    |    |
|  | 13.  | Giovani Sedrianese | 15 | 26 |   |   |   |    |    |    |
|  | 13.  | Robecchettese      | 15 | 26 |   |   |   |    |    |    |

Legenda:

      Ammesso alle finali regionali.
      Retrocesso in Seconda Divisione.
Regolamento:
Due punti a vittoria, uno a pareggio, zero a sconfitta.
Pari merito in caso di pari punti e spareggi in caso di pari punti in zona promozione e retrocessione.
Note:
Corsico Corsico ha scontato 1 punto di penalizzazione in classifica per una rinuncia.
Mancano 2 punti dal computo totale.

## Girone O

### Squadre partecipanti
| Club                 | Città                    | Stagione precedente |
| -------------------- | ------------------------ | ------------------- |
| A.S. Bronese         | Broni (PV)               |                     |
| U.S. Castelnovese    | Castelnuovo Scrivia (AL) |                     |
| S.S. Franco Scarioni | Milano                   |                     |
| GiViEmme             | Milano                   |                     |
| Gino Conti           | Milano                   |                     |
| U.S. Lacchiarella    | Lacchiarella (MI)        |                     |
| U.S. Locatese        | Locate di Triulzi (MI)   |                     |
| Milanese Romana      | Milano                   |                     |
| A.C. Minerva         | Milano                   |                     |
| C.S. Pirelli         | Milano-Bicocca           |                     |
| C.R.A.L. Redaelli    | Milano-Rogoredo          |                     |
| S.G. Stradellina     | Stradella (PV)           |                     |
| U.S. Virtus Binasco  | Binasco (MI)             |                     |

### Classifica finale
|  | Pos. | Squadra           | Pt | G  | V | N | P | GF | GS | DR |
|  | ---- | ----------------- | -- | -- | - | - | - | -- | -- | -- |
|  | 1.   | Pirelli           | 36 | 24 |   |   |   |    |    |    |
|  | 2.   | Franco Scarioni   | 34 | 24 |   |   |   |    |    |    |
|  | 3.   | Gi.Vi.Emme        | 30 | 24 |   |   |   |    |    |    |
|  | 4.   | Minerva           | 29 | 24 |   |   |   |    |    |    |
|  | 5.   | Milanese Romana   | 27 | 24 |   |   |   |    |    |    |
|  | 6.   | Stradellina       | 26 | 24 |   |   |   |    |    |    |
|  | 7.   | Castelnovese      | 25 | 24 |   |   |   |    |    |    |
|  | 7.   | Lacchiarella      | 25 | 24 |   |   |   |    |    |    |
|  | 9.   | Redaelli          | 23 | 24 |   |   |   |    |    |    |
|  | 10.  | Locatese          | 20 | 24 |   |   |   |    |    |    |
|  | 11.  | Virtus Binasco    | 14 | 24 |   |   |   |    |    |    |
|  | 12.  | Bronese           | 13 | 24 |   |   |   |    |    |    |
|  | 13.  | Gino Conti Milano | 10 | 24 |   |   |   |    |    |    |

Legenda:

      Ammesso alle finali regionali.
      Retrocesso in Seconda Divisione.
Regolamento:
Due punti a vittoria, uno a pareggio, zero a sconfitta.
Pari merito in caso di pari punti e spareggi in caso di pari punti in zona promozione e retrocessione.

## Girone P

### Squadre partecipanti
| Club                         | Città                    | Stagione precedente |
| ---------------------------- | ------------------------ | ------------------- |
| S.S. Amatori Calcio Gragnano | Gragnano Trebbiense (PC) |                     |
| U.S. Asolana                 | Asola (MN)               |                     |
| S.S. Casalbuttano            | Casalbuttano (CR)        |                     |
| U.S. Folgore Piadena         | Piadena (CR)             |                     |
| U.S. Gussolese               | Gussola (CR)             |                     |
| A.C. La Cimbali              | Milano                   |                     |
| U.S. Pizzighettonese         | Pizzighettone (CR)       |                     |
| A.C. Pro Piacenza            | Piacenza                 |                     |
| Pol. Rivergarese             | Rivergaro (PC)           |                     |
| U.S. Soncinese               | Soncino (CR)             |                     |

### Classifica finale
|  | Pos. | Squadra          | Pt | G  | V  | N | P  | GF | GS | DR  |
|  | ---- | ---------------- | -- | -- | -- | - | -- | -- | -- | --- |
|  | 1.   | Casalbuttano     | 24 | 18 | 10 | 4 | 4  | 43 | 29 | +14 |
|  | 2.   | Rivergarese      | 22 | 18 | 7  | 8 | 3  | 33 | 21 | +12 |
|  | 3.   | Asolana          | 21 | 18 | 8  | 5 | 5  | 32 | 26 | +6  |
|  | 3.   | Pro Piacenza     | 21 | 18 | 9  | 3 | 6  | 35 | 35 | 0   |
|  | 5.   | Amatori Gragnano | 19 | 18 | 8  | 3 | 7  | 31 | 26 | +5  |
|  | 6.   | Soncinese        | 18 | 18 | 7  | 4 | 7  | 33 | 33 | 0   |
|  | 7.   | Gussolese        | 17 | 18 | 7  | 3 | 8  | 39 | 38 | +1  |
|  | 8.   | Pizzighettonese  | 16 | 18 | 6  | 4 | 8  | 29 | 38 | -9  |
|  | 9.   | Folgore Piadena  | 14 | 18 | 6  | 2 | 10 | 22 | 28 | -6  |
|  | 10.  | La Cimbali       | 8  | 18 | 2  | 4 | 12 | 22 | 45 | -23 |

Legenda:

      Ammesso alle finali regionali.
      Retrocesso in Seconda Divisione.
Regolamento:
Due punti a vittoria, uno a pareggio, zero a sconfitta.
Pari merito in caso di pari punti e spareggi in caso di pari punti in zona promozione e retrocessione.

## Girone Q

### Squadre partecipanti
| Club                | Città                               | Stagione precedente |
| ------------------- | ----------------------------------- | ------------------- |
| A.C.C.L. Alfa Romeo | Milano-Villapizzone                 |                     |
| E.N.A.L. Breda      | Sesto San Giovanni (MI)             |                     |
| C.R.S. Carlo Merli  | Milano                              |                     |
| A.S.C. Cinisello    | Cinisello Balsamo (MI)              |                     |
| Half 1919 F.B.C.    | Milano                              |                     |
| U.S. Melegnanese    | Melegnano (MI)                      |                     |
| S.S. Pandino        | Pandino (CR)                        |                     |
| A.S. La Paullese    | Paullo (MI)                         |                     |
| Soc. Pro Gorla      | Milano                              |                     |
| A.S. Rivoltana      | Rivolta d'Adda (CR)                 |                     |
| U.S. Sangiulianese  | San Giuliano Milanese (MI)          |                     |
| San Martino Olearo  | San Martino Olearo di Mediglia (MI) |                     |
| U.S. Speranza       | Milano                              |                     |

### Classifica finale
|  | Pos. | Squadra            | Pt | G  | V | N | P | GF | GS | DR |
|  | ---- | ------------------ | -- | -- | - | - | - | -- | -- | -- |
|  | 1.   | Pro Gorla          | 35 | 24 |   |   |   |    |    |    |
|  | 2.   | Melegnanese        | 34 | 24 |   |   |   |    |    |    |
|  | 2.   | U.S. Sangiulianese | 34 | 24 |   |   |   |    |    |    |
|  | 4.   | Cinisello          | 29 | 24 |   |   |   |    |    |    |
|  | 4.   | La Paullese        | 29 | 24 |   |   |   |    |    |    |
|  | 6.   | Breda              | 24 | 24 |   |   |   |    |    |    |
|  | 7.   | Alfa Romeo         | 23 | 24 |   |   |   |    |    |    |
|  | 8.   | Rivoltana          | 22 | 24 |   |   |   |    |    |    |
|  | 8.   | Speranza           | 22 | 24 |   |   |   |    |    |    |
|  | 10.  | Carlo Merli        | 20 | 24 |   |   |   |    |    |    |
|  | 11.  | Half 1919          | 14 | 24 |   |   |   |    |    |    |
|  | 12.  | Pandino            | 13 | 24 |   |   |   |    |    |    |
|  | 12.  | San Martino Olearo | 13 | 24 |   |   |   |    |    |    |

Legenda:

      Ammesso alle finali regionali.
      Retrocesso in Seconda Divisione.
Regolamento:
Due punti a vittoria, uno a pareggio, zero a sconfitta.
Pari merito in caso di pari punti e spareggi in caso di pari punti in zona promozione e retrocessione.

## Gironi finali per la promozione

### Girone A

#### Classifica finale
|  | Pos. | Squadra      | Pt | G | V | N | P | GF | GS | DR |
|  | ---- | ------------ | -- | - | - | - | - | -- | -- | -- |
|  | 1.   | Veltro       | 9  | 6 | 4 | 1 | 1 | 17 | 8  | +9 |
|  | 2.   | Orsa Iseo    | 6  | 6 | 2 | 2 | 2 | 10 | 13 | -3 |
|  | 3.   | Casalbuttano | 5  | 6 | 2 | 1 | 3 | 11 | 18 | -7 |
|  | 4.   | Nossese      | 4  | 6 | 2 | 0 | 4 | 12 | 11 | +1 |

Legenda:

      Promosso in Promozione.
Regolamento:
Due punti a vittoria, uno a pareggio, zero a sconfitta.
Pari merito in caso di pari punti e spareggi in caso di pari punti in zona promozione.

### Girone B

#### Classifica finale
|  | Pos. | Squadra         | Pt | G | V | N | P | GF | GS | DR |
|  | ---- | --------------- | -- | - | - | - | - | -- | -- | -- |
|  | 1.   | Cusano Milanino | 7  | 4 | 3 | 1 | 0 |    |    | +  |
|  | 2.   | Chiavennese     | 5  | 4 | 2 | 1 | 1 | 10 | 9  | +1 |
|  | 3.   | Dante           | 0  | 4 | 0 | 0 | 4 |    |    | -  |

Legenda:

      Promosso in Promozione.
Regolamento:
Due punti a vittoria, uno a pareggio, zero a sconfitta.
Pari merito in caso di pari punti e spareggi in caso di pari punti in zona promozione.
Note:

La Chiavennese rinunciò poi alla promozione.

### Girone C

#### Classifica finale
|  | Pos. | Squadra      | Pt | G | V | N | P | GF | GS | DR |
|  | ---- | ------------ | -- | - | - | - | - | -- | -- | -- |
|  | ?.   | Laveno       | ?? | 6 |   |   |   |    |    | 0  |
|  | ?.   | Lonatese     | ?? | 6 |   |   |   |    |    | +  |
|  | ?.   | Villapizzone | ?? | 6 |   |   |   |    |    | -  |
|  | 4.   | Uboldese     | ?? | 6 |   |   |   |    |    | -  |

Legenda:

      Promosso in Promozione.
Regolamento:
Due punti a vittoria, uno a pareggio, zero a sconfitta.
Pari merito in caso di pari punti e spareggi in caso di pari punti in zona promozione.

### Girone D

#### Classifica finale
|  | Pos. | Squadra        | Pt | G | V | N | P | GF | GS | DR |
|  | ---- | -------------- | -- | - | - | - | - | -- | -- | -- |
|  | ?.   | Cassolese      | ?? | 6 |   |   |   |    |    | +  |
|  | ?.   | Luciano Manara | ?? | 6 |   |   |   |    |    | +  |
|  | ?.   | Pirelli        | ?? | 6 |   |   |   |    |    | -  |
|  | 4.   | Pro Gorla      | ?? | 6 |   |   |   |    |    | -  |

Legenda:

      Promosso in Promozione.
Regolamento:
Due punti a vittoria, uno a pareggio, zero a sconfitta.
Pari merito in caso di pari punti e spareggi in caso di pari punti in zona promozione.
Note:

La Cassolese rinunciò poi alla promozione.

## Verdetti finali
- Luciano Manara di Barzanò, Cassolese e Pirelli di Milano-Bicocca promosse in Promozione 1951-1952. Successivamente la Cassolese rinuncia alla promozione.

### Giornali
- La Gazzetta dello Sport, stagione 1950-1951, consultabile presso le Biblioteche:
  - Biblioteca Civica di Torino;
  - Biblioteca Nazionale Braidense di Milano,
  - Biblioteca Nazionale Centrale di Firenze,
  - Biblioteca Nazionale Centrale di Roma,
  - Biblioteca Civica Berio di Genova,
  - e presso Emeroteca del C.O.N.I. di Roma (non è online ma è da consultare in sede).

### Libri
- Francesco Ottone, Tutti gli uomini del pallone - F.C. Laveno Mombello 50° di fondazione (1947-1997).
- Federico Bassani, Forza & Costanza - Una storia lunga cento anni, Bergamo, Corponove Editrice S.r.l..
- Pietro Serina, Bergamo in campo 1905-1994 : il nostro calcio, i suoi numeri, Zanica (BG), L'Impronta Edizioni.